# Future GPX Cyber Formula
Future GPX Cyber Formula (新世紀GPXサイバーフォーミュラ?, Fyūchā Guranpuri Saibā Fōmyura) è il nome di un franchise animato giapponese prodotto dalla Sunrise (Hajime Yatate). È stato avviato in Giappone nel 1991 nella forma di serie televisiva, a cui sono seguite cinque serie OAV e numerosi videogiochi.
Il titolo si basa su un furigana: gli ideogrammi che normalmente si pronuncerebbero shinseiki (新世紀? "nuovo secolo") devono essere pronunciati fyūchā (フューチャー?), trascrizione dell'inglese future ("futuro"), mentre GPX è pronunciato guranpuri (グランプリ?) (da Grand Prix).
Diretta da Mitsuo Fukuda, Cyber Formula ruota intorno al tema delle corse automobilistiche nel futuro, quando le automobili da corsa sono equipaggiate da sistemi computerizzati chiamati "Cyber Systems".
Nel 1991 la serie televisiva ha vinto l'Animage Anime Grand Prix.

## Serie

### Future GPX Cyber Formula
Future GPX Cyber Formula (新世紀GPXサイバーフォーミュラ?, Fyūchā Guranpuri Saibā Fōmyura) è il primo prodotto del franchise, una serie televisiva di 37 episodi prodotti dallo studio Sunrise, andati in onda dal 15 marzo al 20 dicembre 1991 su Nippon Television. In Italia è stata una delle ultime serie ad essere trasmesse dal canale Hiro, dal 17 giugno al 23 luglio 2011. In chiaro, poi, i primi 14 episodi sono stati trasmessi da Italia 2 dal 29 novembre 2011 al 10 gennaio 2012 all'interno del contenitore di prima serata "Anime/Azione" (fino alla soppressione dello stesso). Il 4 settembre 2015 l'anime è ripartito su Italia 1 in collocazione notturna, proseguendo con gli episodi in prima visione free. Tale trasmissione è avvenuta in sordina, dal momento che, come per tutte le serie animate trasmesse di notte dall'emittente, non sono stati diffusi promo ufficiali atti ad annunciare la messa in onda dell'anime. La sigla italiana della serie è composta da Alessandro Branca e Serena Menarini e cantata da Fabio Ingrosso.

#### Riassunto
Nel futuro, speciali sistemi di intelligenza artificiale chiamati "Cyber Systems" vengono utilizzati nelle corse automobilistiche per aiutare i piloti a migliorare le proprie performance riducendo il rischio di incidenti. Uno di questi sistemi, chiamato "Asurada", è una intelligenza artificiale super potente sviluppata da Hiroyuki Kazami. Uno dei finanziatori Smith lo vuole utilizzare per fini militari è disposto a tutto pur di averla. L'Asurada viene installata in un'automobile chiamata GSX, e consegnata al direttore della Sugo Corporation.
La storia ruota intorno ad un quattordicenne chiamato Hayato Kazami, figlio di Hiroyuki, che mette in moto la GSX per poter fuggire da un agguato degli uomini di Smith. Dato che la macchina è stata quindi programmata irreversibilmente con i dati di Hayato, il ragazzino non ha altra scelta che diventare un pilota ed entrare a far parte del team Sugo. Nonostante l'inesperienza Hayato si rivelerà un pilota provetto, classificandosi terzo già al suo debutto in pista. Tuttavia Smith non ha rinunciato all'idea di impadronirsi di Asurada, ed anzi uccide il padre di Hayato, che però prima di morire aveva progettato per il figlio una nuova automobile, la Super Asurada SA-01, che prende il posto della precedente ormai completamente distrutta da un incidente.
Dopo numerose gare, in cui Hayato riuscirà a farsi tanti amici fra i piloti dei team avversari, alla fine il team Sugo riuscirà a vincere il campionato ed a far arrestare Smith.

#### Colonna sonora
Sigla di apertura
- I'll Come cantata da G-Grip

Sigla di chiusura
- Winners cantata da G-Grip

### Future GPX Cyber Formula 11
Future GPX Cyber Formula 11 (新世紀ＧＰＸサイバーフォーミュラ１１?) è il secondo titolo della serie, ed è il sequel diretto di Future GPX Cyber Formula. Si tratta di una serie di sei OAV prodotti dallo studio Sunrise, e pubblicati dal 1º novembre 1992 al 1º giugno 1993. In Italia sono andati in onda in prima visione assoluta su Italia 1 tra il 29 settembre e il 2 ottobre 2015 in piena notte con le sigle originali giapponesi, con l'eccezione del quarto e quinto episodio che hanno avuto la sigla italiana.

#### Trama
È arrivato l'undicesimo campionato di Cyber Formula mondiale, e tutte le aspettative sono concentrate sul giovane campione Hayato Kazami, che si sta allenando duramente per riottenere la forma dell'anno precedente. Come se non bastasse, Osamu Sugo, anche conosciuto come "Il cavaliere supersonico", ha deciso di gareggiare nuovamente dichiarando guerra diretta nei confronti di Hayato. A bordo della nuova Super Asurada AKF-11, Hayato dovrà lottare contro qualcuno nei cui confronti una volta provava profonda fiducia, al fine di portare a casa il suo secondo scudetto.

#### Colonna sonora
Sigla di apertura
- Dreamer on the Road cantata da Dynamite Shige

Sigle di chiusura
- Winners (versione inglese) cantata da Dynamite Shige (ep. 1-5)
- Born to be Champ cantata da Dynamite Shige (ep. 6)

### Future GPX Cyber Formula ZERO
Future GPX Cyber Formula ZERO (新世紀ＧＰＸサイバーフォーミュラＺＥＲＯ?) è il terzo titolo della serie, ed è il sequel diretto di Future GPX Cyber Formula 11. Si tratta di una serie di otto OAV prodotti dallo studio Sunrise, e pubblicati dal 1º aprile 1994 al 1º febbraio 1995. In Italia sono stati trasmessi in prima visione assoluta su Italia 1 dal 2 al 7 ottobre 2015 in piena notte.

#### Trama
Un terribile incidente occorso durante il dodicesimo campionato di Cyber Formula mondiale impedisce ad Hayato Kazami di completare la stagione, e mette seriamente in discussione la possibilità di continuare a correre. L'amica d'infanzia di Hayato, Asuka Sugo, lo assiste per mesi nella sua riabilitazione. Hayato si fidanza con la ragazza e le promette che non correrà mai più. Tuttavia tormentato ogni notte dagli incubi, Hayato decide di ritornare in pista senza informare Asuka. Nel tredicesimo campionato Hayato dovrà superare i suoi limiti sfidando "Il regno dello Zero": un luogo dove è possibile prevedere le mosse degli avversari e sentire i loro pensieri.

#### Colonna sonora
Sigla di apertura
- Wind is High cantata da Yumi Kinoshita

Sigle di chiusura
- Get Up! cantata da Yumi Kinoshita (ep. 1-7)
- Brand New Dream cantata da Yumi Kinoshita (ep. 8)

### Future GPX Cyber Formula: Early Days Renewal
Future GPX Cyber Formula: Early Days Renewal (新世紀ＧＰＸサイバーフォーミュラ ＥＡＲＬＹＤＡＹＳ ＲＥＮＥＷＡＬ?) è una serie di due OAV prodotti dallo studio Sunrise, e pubblicati dal 1º aprile al 1º giugno 1996. Si tratta di due speciali riassuntivi delle serie precedenti. Inediti in Italia.

### Future GPX Cyber Formula SAGA
Future GPX Cyber Formula SAGA (新世紀ＧＰＸサイバーフォーミュラＳＡＧＡ?) è il quarto titolo della serie, ed è il sequel diretto di Future GPX Cyber Formula ZERO. Si tratta di una serie di otto OAV prodotti dallo studio Sunrise, e pubblicati dal 1º agosto 1996 al 25 luglio 1997. In Italia sono andati in onda in prima visione assoluta su Italia 1 tra il 9 e il 15 ottobre 2015 in piena notte a tre episodi per volta.

#### Trama
Dopo la deludente sconfitta all'ultimo round del quattordicesimo campionato di Cyber Formula mondiale, Hayato Kazami decide che la sua carriera ha bisogno di cambiamenti e decide di passare all'utilizzo di una Sugo Garland SF-03 per il quindicesimo campionato. Tuttavia, le sue speranze di compensare la delusione dell'anno precedente vengono frustrate quando Aoi ZIP Formula subisce un intervento di ristrutturazione e porta Kyoshiro Nagumo ad essere il nuovo presidente della squadra. La nuova automobile che ha portato alla squadra, guidata dall'esordiente Phil Fritz, è apparentemente imbattibile.

#### Colonna sonora
Sigla di apertura
- Identity Crisis cantata da CaYOCO

Sigle di chiusura
- WILD at HEART cantata da CaYOCO (ep. 1-3, 5-7)
- Believe cantata da CaYOCO (ep. 4)
- Adagio (Final) cantata da CaYOCO (ep. 8)

### Future GPX Cyber Formula SIN
Future GPX Cyber Formula SIN (新世紀ＧＰＸサイバーフォーミュラＳＩＮ?) è il quinto titolo della serie, ed è il sequel diretto di Future GPX Cyber Formula SAGA. Si tratta di una serie di cinque OAV prodotti dallo studio Sunrise, e pubblicati dal 21 dicembre 1998 al 17 marzo 2000. In Italia sono andati in onda in prima visione assoluta su Italia 1 il 15 e il 16 ottobre 2015 ad orari notturni variabili dopo l'una e mezza a tre episodi per volta.

#### Trama
Dopo che il team Aoi Zip è stato squalificato per un anno dal campionato di Cyber Formula per aver barato, Jotaro "Bleed" Kaga, ritorna in occasione del diciassettesimo campionato. Tuttavia la sua vecchia automobile non può competere con il campione Hayato Kazami, il cui talento è notevolmente aumentato, e la sua Nu-Asurada AKF-0. Una vecchia conoscenza, Kyoshiro Nagumo, gli appare improvvisamente per offrirgli la Ogre AN-21: un prototipo di Bio-Computer della serie Al-Zard creato dagli sviluppatori della Asurada, una macchina da corsa che solo pochi possono guidare. Kaga dovrà padroneggiare questa nuova macchina, affrontare i fantasmi del suo passato e, soprattutto, sconfiggere il suo rivale di sempre Hayato in quella che è forse per Kaga l'ultimo e la più importante stagione di Cyber Formula.

#### Colonna sonora
Sigla di apertura
- Pray cantata da LAZY (ep. 1-4)
- Soul of Rebirth ~Jidai no Kodou ni Nare~ cantata da Hironobu Kageyama (ep. 5)

Sigla di chiusura
- POWER of LOVE cantata da Hironobu Kageyama (ep. 1-4)
- Pray cantata da LAZY (ep. 5)

Sigla italiana
Per tutte le serie la sigla italiana è Cyber Formula cantata da Fabio Ingrosso, testi di Serena Menarini e musica di Alessandro Branca.

## Personaggi

### Hayato Kazami
- Nome: Hayato Kazami (風見 ハヤト?)
- Doppiatore: Jun'ichi Kanemaru (ed. giapponese) e Renato Novara (ed. italiana)
- Apparizioni: Serie TV, 11, ZERO, SAGA, SIN
- Date di nascita: 28 marzo 2001
- Nazionalità:  Giappone
- Team: Sugo Asurada (2015–2017), Sugo Winners (2018–2019), Sugo Grand Prix (2020–2021), Sugo GIO Grand Prix (2022–)
- Principali vetture: Asurada GSX (2015), Super Asurada 01 (2015–16), Super Asurada AKF-11 (2016–2019), Garland SF-03 (2020), v-Asurada AKF-0 (2020–2021), v-Asurada AKF-0/G (2022–)

### Asuka Sugo
- Nome: Asuka Sugo (菅生 あすか?)
- Doppiatrice: Kotono Mitsuishi (ed. giapponese) e Debora Magnaghi (ed. italiana)
- Apparizioni: Serie TV, 11, ZERO, SAGA, SIN
- Date di nascita: 14 marzo 1999
- Nazionalità:  Giappone
- Team: Sugo Asurada (2015–2017), Sugo Winners (2018–2019), Sugo Grand Prix (2020–2021), Sugo GIO Grand Prix (2022–)

### Naoki Shinjyo
- Nome: Naoki Shinjyo (新条 直輝?)
- Doppiatore: Hikaru Midorikawa (ed. giapponese) e Simone D'Andrea (ed. italiana)
- Apparizioni: Serie TV, 11, ZERO, SAGA, SIN
- Date di nascita: 28 ottobre 1998
- Nazionalità:  Giappone
- Team: Aoi Formula (2015–2019), Union Savior (2020–2022), Aoi ZIP Formula (2023–)
- Principali vetture: Superion GT (2015), Fire Superion G.T.R. (2015), Fire Superion GTO-15B (2016), Ex-Superion Z/A-8 (2016–2019),  Issuxark 00-X3 (2020–2022), Ex-Zard Z/A-11 (2023–)

### Jotaro Kaga / Bleed Kaga
- Nome: Jotaro Kaga (加賀城太郎?) / Bleed Kaga (ブリード 加賀?)
- Doppiatore: Toshihiko Seki (ed. giapponese) e Davide Garbolino (ed. italiana)
- Apparizioni: Serie TV, 11, ZERO, SAGA, SIN
- Date di nascita: 1º aprile 1996
- Nazionalità:  Giappone
- Team: Aoi ZIP Formula (2015, 2018–2020, 2022)
- Principali vetture: Stealth Jaguar Z-7 (2015), Ex-Superion Z/A-8 (2017–2019), Al-Zard NP-1(2020), Ex-Superion Z/A-10 (2022), Ogre AN-21 (2022)

### Karl Lichter von Randoll
- Nome: Karl Lichter von Randoll (カール リヒター フォン ランドル?)
- Doppiatore: Youko Matsuoka (ed. giapponese) e Massimo Di Benedetto (ed. italiana)
- Apparizioni: Serie TV, 11, ZERO, SAGA, SIN
- Date di nascita: 7 luglio 2001
- Nazionalità:  Austria
- Team: Union Savior (2015–2017,2019– (come Prinz Rosencreuz in 2018), manager e pilota dal 2019)
- Principali vetture: Issuxark 007 (2015), Issuxark 007 (2016–17), Issuxark 00-X1 (2018–19), Issuxark 00-X3 (2020–)

### Osamu Sugo / Knight Schumacher
- Nome: Osamu Sugo (菅生 修?)
- Doppiatore: Show Hayami (ed. giapponese) e Paolo Sesana (ed. italiana)
- Apparizioni: Serie TV, 11, ZERO, SAGA, SIN
- Date di nascita: 9 agosto 1994
- Nazionalità:  Giappone /  Inghilterra
- Team: Union Savior (2015), Aoi ZIP Formula (2016), Sugo Asurada/Winners/Grand Prix/GIO Grand Prix (as owner/test driver, 2017–)
- Principali vetture: Knight Saber 005 (2015), Ex-Superion Z/A-8 (2016)

### Jackie Gudelhian
- Doppiatore: Bin Shimada (ed. giapponese) e Gianluca Iacono (ed. italiana)
- Apparizioni: Serie TV, 11, ZERO, SAGA, SIN
- Date di nascita: 1º maggio 1995
- Nazionalità:  Stati Uniti d'America
- Team: Star Stampede (2012–2015), Sturozech Project (2016–2017), Stormzender (2018–)
- Principali vetture: Stampede RS (2015), Stil HG (2016–2021), Spiegel HP-022 (2022–)

### Franz Heinel
- Doppiatore: Ryōtarō Okiayu (ed. giapponese) e Alessandro Rigotti (ed. italiana)
- Apparizioni: Serie TV, 11, ZERO, SAGA, SIN
- Date di nascita: 23 dicembre 1994
- Nazionalità:  Germania
- Team: Sconosciuto team (2011–2014), S·G·M (2015), Sturozech Project (2016–2021), Sturobrahms (2022–, come proprietario e meccanico)
- Principali vetture: Silent Screamer ß(2015), Stil HG (2016–2021)

### Edelhi Bootsvorz
- Doppiatore: Naoki Tatsuta (ed. giapponese) e Diego Sabre (ed. italiana)
- Apparizioni: Serie TV, 11, ZERO, SAGA, SIN
- Date di nascita: 8 agosto 1993
- Nazionalità:  Russia
- Team: Missing Link (2015–2022), Sugo GIO Grand Prix (2023–)
- Principali vetture: Missioner VR-4 (2015), Neo Missioner VR-40 (2015), Missioner VR-50/1(2016), Strat Missioner MS-1(MS-3/B) (2017–2022), Garland SF-03 (2023–)

### Pitalia Lope
- Doppiatore: Tomomichi Nishimura (ed. giapponese)
- Apparizioni: Serie TV, 11, ZERO
- Date di nascita: 7 aprile 1985
- Nazionalità:  Brasile
- Team: A.G.S (?-2015), A.G.S (2016–, come proprietario)
- Principali vetture: Condor B-12(2012), El Condor B-14(2014), El Condor B-15(2015)

### Henri Claytor
- Doppiatore: Hiro Yūki (ed. giapponese) e Fabrizio Valezano (ed. italiana)
- Apparizioni: ZERO, SAGA, SIN
- Date di nascita: 6 giugno 2003
- Nazionalità:  Francia
- Team: Theodolite T.T (2017), Sugo Grand Prix/GIO (2018–2022), Missing Link (2023–)
- Principali vetture: Corundum 50P(2017), Garland SF-01/SF-02(2018–2019), Garland SF-03 (2020–2021), Garland SF-03/G (2022), Strat Missioner MS-1(MS-3/B) (2023–)

### Phill Fritz
- Doppiatore: Atsushi Kisaichi (ed. giapponese)
- Apparizioni: SAGA, SIN
- Date di nascita: 14 febbraio 2001
- Nazionalità:  Stati Uniti d'America
- Team: AOI ZIP Formula (2020), AOI ZIP Formula (2022, come membro dello staff)
- Principali vetture: Al-Zard NP-1 (2020)

### Leon Earnhardt
- Doppiatore: Nobutoshi Canna (ed. giapponese)
- Apparizioni: SAGA, SIN
- Date di nascita: 18 maggio 2001
- Nazionalità:  Spagna
- Team: Missing Link (2020–)
- Principali vetture: Strat Missioner MS-1(MS-3/B) (2020–)

### Johji Ohtomo
- Doppiatore: Kousuke Tomita (ed. giapponese) e Paolo De Santis (ed. italiana)
- Team: D.D.T.Albatross (2015)
- Date di nascita: 1º gennaio 1997
- Nazionalità:  Giappone
- Apparizioni: Serie TV, 11
- Principali vetture: Albatrander 602 (2015)

### Akira Hiyoshi
- Doppiatore: Bin Shimada (ed. giapponese)
- Apparizioni: Serie TV, 11, ZERO, SAGA, SIN
- Date di nascita: 21 agosto 1997
- Nazionalità:  Giappone(-2015),  Brasile(2015–)
- Team: Sugo Asurada (2014, quit before 2015 season), KOH-I-NOOR Formula (2015, 2020–), A.G.S. (2016–2019)
- Principali vetture: Counterarrow T.O.S (2015), El Condor(2016–2019), Counterarrow T.O.S.X-R (2020–)

### Seiichirou Shiba
- Doppiatore: Akira Ishida (ed. giapponese)
- Apparizioni: SIN
- Date di nascita: Sconosciuto
- Nazionalità:  Giappone
- Team:  Sugo Winners (2020–?, come test driver), Aoi ZIP Formula (2023–)
- Principali vetture: v-Asurada AKF-0/1B Nemesis (2021 Extreme Speed), Al-Zard NP-2 (2023), Ex-Zard Z/A-11 (2023–)

## Automobili
| Modello                     | Anni      | Team                           |
| Sugo                        | Sugo      | Sugo                           |
| --------------------------- | --------- | ------------------------------ |
| Asurada GSX                 | 2015      | Sugo Asurada                   |
| Super Asurada 01            | 2015–2016 | Sugo Asurada                   |
| Super Asurada AKF-11        | 2016–2019 | Sugo Asurada, Sugo Winners     |
| Garland SF-01               | 2018      | Sugo Grand Prix                |
| Garland SF-02               | 2019      | Sugo Grand Prix                |
| Garland SF-03               | 2020–2021 | Sugo Grand Prix                |
| ?-Asurada AKF-0             | 2020–2021 | Sugo Grand Prix                |
| AKF-0/1B Nemesis            | 2020      | Sugo Winners                   |
| ?-Asurada AKF-0/G           | 2022–2023 | Sugo GIO Grand Prix            |
| Garland SF-03/G             | 2022–     | Sugo GIO Grand Prix            |
| ?-Asurada II AKF-0/G II     | 2023–     | Sugo GIO Grand Prix            |
| Aoi                         |           |                                |
| Superion GT                 | 2015      | Aoi Formula                    |
| Fire Superion G.T.R         | 2015      | Aoi Formula                    |
| Stealth Jaguar Z-7          | 2015–2016 | Aoi ZIP Formula                |
| Fire Superion GTO-15B       | 2016      | Aoi Formula                    |
| Ex-Superion Z/A-8           | 2016–2019 | Aoi Formula, Aoi ZIP Formula   |
| Al-Zard NP-1                | 2020      | Aoi ZIP Formula                |
| Ex-Superion Z/A-10          | 2022      | Aoi ZIP Formula                |
| Ogre AN-21                  | 2022      | Aoi ZIP Formula                |
| Al-Zard NP-2                | 2023      | Aoi ZIP Formula                |
| Ex-Zard Z/A-11              | 2023–     | Aoi ZIP Formula                |
| Union Saviour               |           |                                |
| Knight Saber 005            | 2015      | Union Sabre                    |
| Issuxark 007                | 2015      | Union Sabre                    |
| Issuxark 008                | 2016–2017 | Union Sabre                    |
| Knight Saber 006R           | 2017      | Union Sabre                    |
| Issuxark 00-X1              | 2018–2019 | Union Sabre                    |
| Issuxark 00-X3              | 2020      | Union Sabre                    |
| Issuxark 00-X3/II           | 2020–     | Union Sabre                    |
| Sturobrahms                 |           |                                |
| Stil HG-161                 | 2016      | Sturozech Project              |
| Stil HG-162                 | 2017–2018 | Sturozech Project, Stormzender |
| Stil HG-164                 | 2018–2019 | Sturozech Project, Stormzender |
| Stil HG-165                 | 2019–2021 | Sturozech Project, Stormzender |
| Spiegel HP-022              | 2022–     | Stormzender                    |
| Missing Link                |           |                                |
| Missioner VR-4              | 2015      | Missing Link                   |
| Neo Missioner VR-40         | 2015      | Missing Link                   |
| Missioner VR-50/1           | 2016      | Missing Link                   |
| Strat Missioner MS-1        | 2017–2019 | Missing Link                   |
| Strat Missioner MS-3/B      | 2020–     | Missing Link                   |
| A·G·S (Aurum General Staff) |           |                                |
| El Condor B-15              | 2015      | A.G.S                          |
| El Condor B-16A             | 2016      | A.G.S                          |
| El Condor B-17              | 2017–2018 | A.G.S                          |
| El Condor B-19              | 2019–     | A.G.S                          |
| S·G·M (Silent German Mind)  |           |                                |
| Silent Screamer ß           | 2015      | S.G.M                          |
| Silent Screamer ß/2         | 2016      | S.G.M                          |
| Silent Screamer?-2          | 2020–     | S.G.M                          |
| K·A·M Stampede              |           |                                |
| Stampede RS                 | 2015      | Star Stampede                  |
| Star Saber RS               | 2016–2019 | Star Stampede                  |
| Stampede J-1001             | 2020–     | KAM Stampede                   |
| Albatross                   |           |                                |
| Albatrander 602             | 2015      | Albatross DDT                  |
| Albatrander 603             | 2016–2019 | Albatross DDT                  |
| Theodolite                  |           |                                |
| Corundum 50P                | 2016–2017 | Theodolite T.T                 |
| KOH-I-NOOR Formula          |           |                                |
| Counterarrow T.O.S          | 2015      | Kohinoor Formula               |
| Counterarrow T.O.S.R        | 2016–2019 | Kohinoor Formula               |
| Counterarrow T.O.S.X-R      | 2020–     | Kohinoor Formula               |

## Videogiochi
- Future GPX Cyber Formula
Game Boy, Barie
Data di pubblicazione: 28 febbraio 1992
- Future GPX Cyber Formula
Super Famicom, Takara
Data di pubblicazione: 19 marzo 1992
- Future GPX Cyber Formula: A New Challenger (新たなる挑戦者 Aratanaru Chōsensha)
PlayStation, VAP
Data di pubblicazione: 18 marzo 1999
- Future GPX Cyber Formula SIN Cyber GrandPrix 2 Boost Pack
PC - Windows XP, Windows 2000, Windows Me, Windows 98se Project YNP
Data di pubblicazione: 2001/2002
- Future GPX Cyber Formula: Road to the Infinity
PlayStation 2, Sunrise Interactive
Data di pubblicazione: 18 dicembre 2003
- Future GPX Cyber Formula: Road to the Evolution
Nintendo GameCube, Sunrise Interactive
Data di pubblicazione: 29 luglio 2004
- Future GPX Cyber Formula: Road to the Infinity 2
PlayStation 2, Sunrise Interactive
Data di pubblicazione: 4 agosto 2005
- Future GPX Cyber Formula: Road to the Infinity 3
PlayStation 2, Sunrise Interactive
Data di pubblicazione: 26 ottobre 2006
- Future GPX Cyber Formula: Road to the Infinity 4
PlayStation 2, Sunrise Interactive
Data di pubblicazione: 4 ottobre 2007
- Shinseiki GPX Cyber Formula VS
PlayStation Portable, Sunrise Interactive
Data di pubblicazione: 10 luglio 2008